# Ericsson
 Ovo je glavno značenje pojma Ericsson. Za druga značenja pogledajte Ericsson (razdvojba).
Ericsson (švedski: Telefonaktiebolaget LM Ericsson) je najveći svjetski proizvođač opreme za izgradnju mobilnih telekomunikacijskih mreža, s tržišnim udjelom od 38 % (2012.). Jedna je od najvećih švedskih tvrtki. Bavi se telekomunikacijskom opremom, podatkovnim komunikacijskim sustavima, te povezanim uslugama, koje pokrivaju cijeli niz tehnologija, uključujući mobilne mreže.
Izravno i preko podružnica (jedna je Ericsson Nikola Tesla u Zagrebu), Ericsson također ima važnu ulogu u području mobilnih uređaja, kabelske televizije i IPTV sustava. Ericsson je također bio izumitelj Bluetootha.
Lars Magnus Ericsson pokrenuo je 1876. trgovinu za popravak telegrafske opreme. Sjedište Ericssona je u Kisti, predgrađu Stockholma, od 2003. Ericsson se smatra dijelom takozvane švedske "bežične doline", gdje je središte tvrtki, koje se bave modernim tehnologijama. Od sredine 1990-ih, Ericsson pomaže, da Stockholm postane jedno od europskih čvorišta informacijske tehnologije i IT istraživanja.
Ericsson posluje u više od 180 zemalja, s više od 17.700 zaposlenih u Švedskoj, a također ima značajnu prisutnost u državama kao što su: Brazil, Kanada, Kina, Finska, Indija, Irska, Italija, Mađarska, Velika Britanija i SAD. Prisutan je i u Hrvatskoj, u sklopu tvrtke Ericsson-Nikola Tesla.
U ranom 20. stoljeću, Ericsson je dominirao svjetskim tržištem ručnih telefonskih centrala, ali je kasnio u uvođenju automatske opreme. Ericsson je instalirao najveću ikad telefonsku centralu u svijetu sa 60.000 linija u Moskvi 1916. godine. Tijekom 1990-ih, Ericsson je imao 35-40 % udjela na tržištu mobilne telefonije. Udružio se sa Sonyjem u Sony Ericsson. Kao i većina telekomunikacijske industrije, Ericsson je doživio teški pad na tom području u ranim 2000-im, te otpustio desetke tisuća zaposlenika diljem svijeta, nakon čega se oporavio.
Arena u Stockholmu nosi ime po Ericssonu: Ericsson Globe.